# Kamieniets
Kamieniets, aussi appelée Kamianiets (biélorusse : Каменец ou Камянец) ou Kamenets (russe : Каменец ; polonais : Kamieniec) est une ville de la voblast de Brest, en Biélorussie, et le centre administratif du raïon de Kamieniets. Sa population s'élevait à 8 401 habitants en 2017.

## Géographie
Kamieniets est arrosée par la rivière Pravaïa Liasnaïa (biélorusse : Правая Лясная). Elle est située à 33 km au nord de Brest et à 300 km au sud-ouest de Minsk.

## Histoire
La première mention de Kamieniets se trouve dans la Chronique de Galicie-Volhynie, en 1276, à l'occasion de la construction d'un château à donjon destiné à défendre la frontière septentrionale de la Volhynie. Ce site, sur la rive rocheuse et escarpée de la rivière Liasnaïa (Lysna ou Leśna) attira l'attention d'Oleksa, un éminent architecte et bâtisseur de Volhynie. Il montra le site à Vladimir Vassilkovitch, prince de Volhynie, qui approuva le choix et donna à Oleksa l'ordre d'y bâtir un château pourvu d'un donjon. Par la suite, une agglomération se forma autour de la forteresse. La tour, aujourd'hui surnommée « tour de Kamieniets », est souvent appelée Bielaïa Vieja, ce qui signifie « tour blanche » ou « forteresse blanche » en biélorusse et en russe, sans doute en raison de sa proximité avec la forêt de Bialovèse et non pas à cause de sa couleur, qui a toujours été rouge-brique, jamais blanche.
Kamieniets appartient à la Pologne de 1921 à 1939 sous le nom de Kamieniec Litewski. En 1925, la population est estimée à 4 000 habitants, dont 80 % de Juifs. La localité est occupée par l'Allemagne nazie du 23 juin 1941 au 22 juillet 1944. La population juive est d'abord regroupée dans un ghetto établi le 1er janvier 1941, mais une partie est ensuite transférée vers le ghetto de Proujany et divers camps de travail. Le ghetto est fermé en novembre 1942 et les survivants envoyés au camp d'extermination de Treblinka, où la quasi-totalité périt. En 1945, la ville est intégrée à la RSS biélorusse.

## Population
Recensements (*) ou estimations de la population :
| 1897* | 1921* | 1959* | 1970* | 1979* | 2009* |
| ----- | ----- | ----- | ----- | ----- | ----- |
| 4 600 | 2 348 | 3 659 | 5 119 | 5 968 | 8 447 |

| 2012  | 2013  | 2014  | 2015  | 2016  | 2017  |
| ----- | ----- | ----- | ----- | ----- | ----- |
| 8 432 | 8 418 | 8 396 | 8 425 | 8 405 | 8 401 |

## Galerie

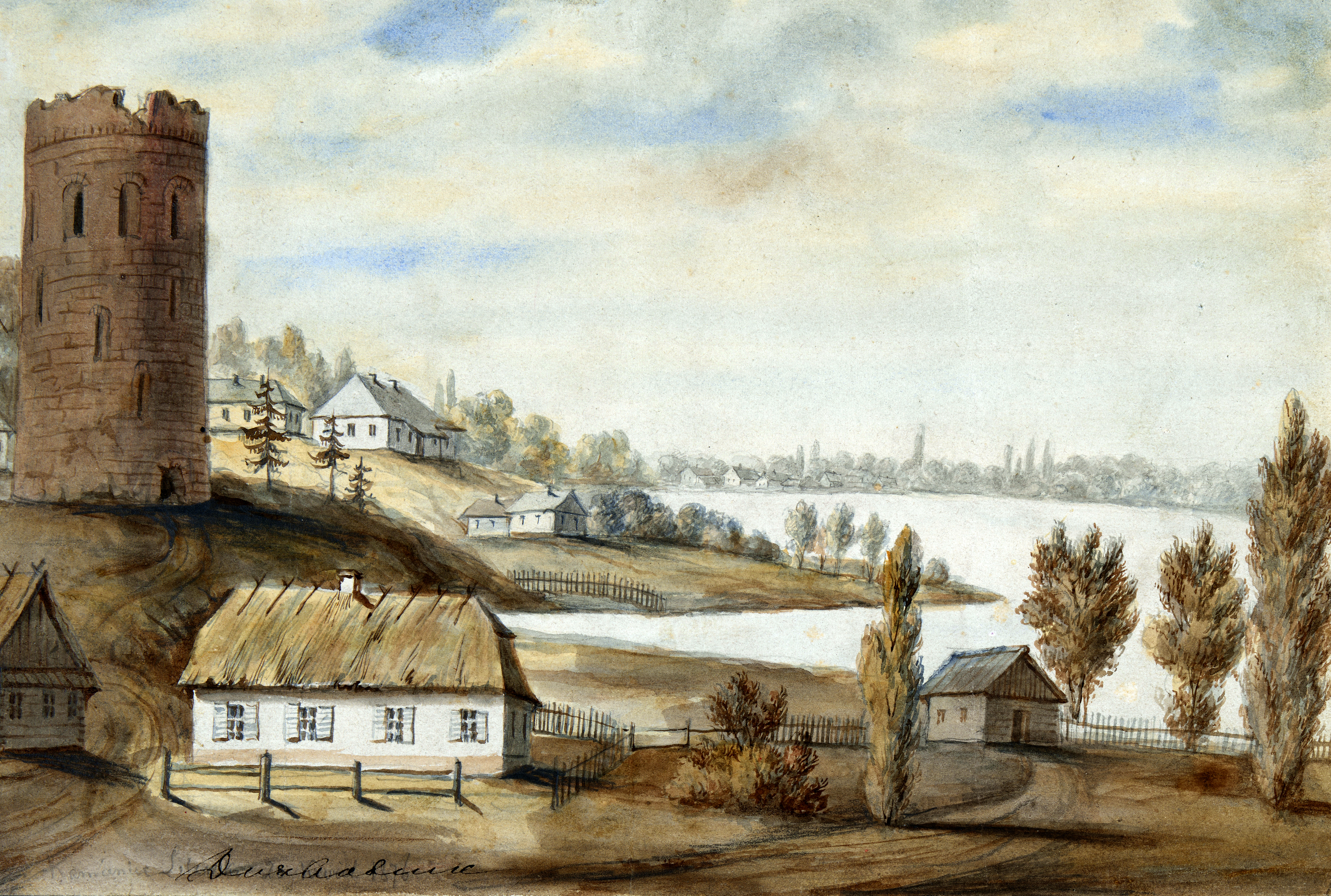
Kamieniets et sa tour au XIXe siècle, par N. Orda
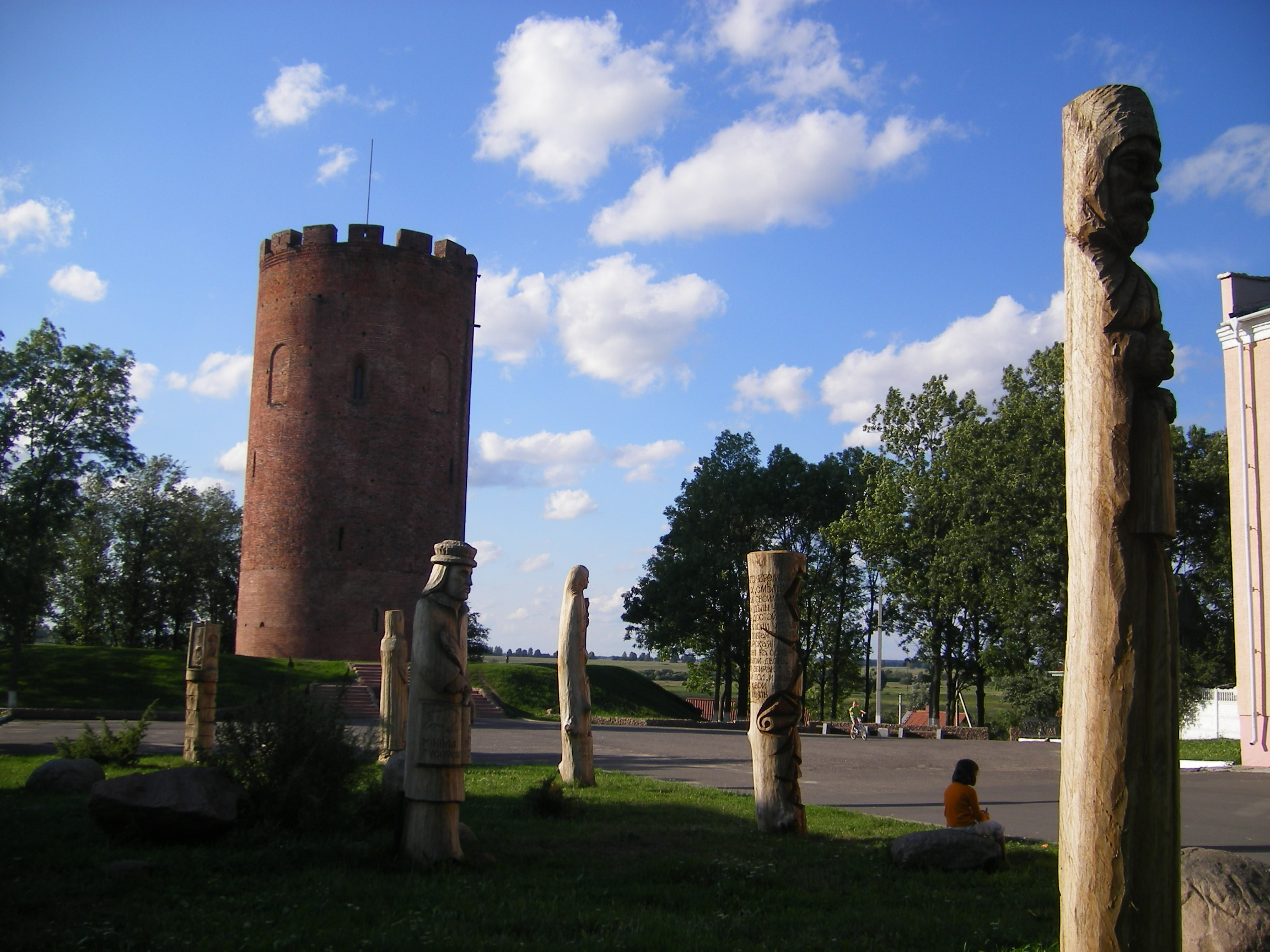
Tour de Kamieniets
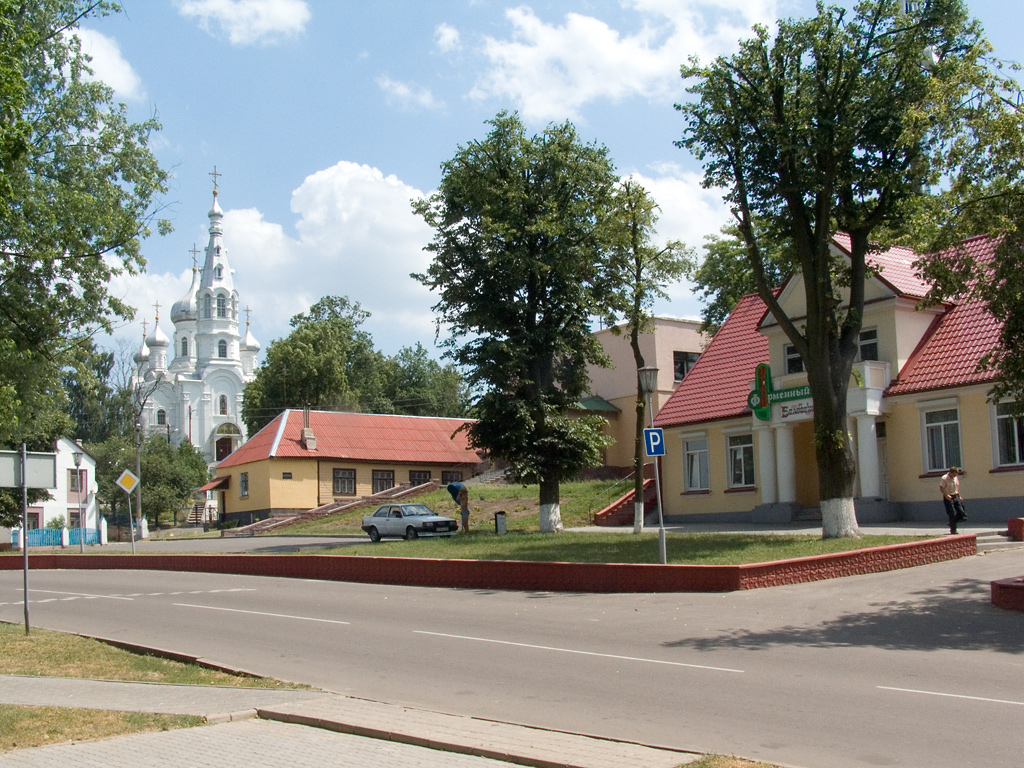
Rue du centre de Kamieniets